# Johannes Peter Müller
Johannes Peter Müller (Coblença, 14 de juliol de 1801 – Berlín, 28 d'abril de 1858), va ser un fisiòleg, anatomista, ictiòleg i herpetòleg alemany.
Müller era fill d'un sabater pobre i va ser preparat per a ser sacerdot catòlic. Quan tenia 18 anys es va orientar per les ciències naturals i la medicina, entrà a la Universitat de Bonn el 1819 on es doctorà en medicina i després estudià a la Universitat de Berlín. On sota la influència de Hegel i de Rudolphi, va ser induït a la recerca en fisiologia seguint estrictament l'observació de la natura.
Müller va fer contribucions en nombrosos dominis de la fisiologia, en particular la comprensió de la veu, la conversa i el sentit de l'oïda. El seu primer treball important va ser, Zur vergleichenden Physiologie des Gesichtsinns (“fisiologia comparada de la visió,” Leipzig, 1826) i Über die phantastischen Gesichtserscheinungen (“l'al·lucinació visual,” Coblença, 1826), són de tendència de la filosofia del subjecte.

## Elements de Fisiologia
Müller va ordenar els fets de recerques anteriors i va aplicar els descobriments en física i química.
La seva obra magna, Handbuch der Physiologie des Menschen, (1833-1840) marcà l'inici d'un nou període en l'estudi de la fisiologia.
Aquest llibre va ser el principal llibre de text en fisiologia durant gran part del segle xix. Müller s'interessava en la filosofia del vitalisme i el rigor científic. Proposava que els organismes tenien una energia vital per la qual les lleis físiques no comptaven totalment.
Edward Forbes F.R.S. en a seva  A History of British Starfishes, and Other Animals of the Class Echinodermata (1841) es refereix a Muller com "un dels més grans fisiòlegs vius, Muller of Berlin".
En els darrers anys de la seva vida, es va dedicar a l'anatomia comparada. Especialment en peixos i invertebrats marins. Va fer 19 viatges al Bàltic, Mar del Nord i Mediterrani per investigar la vida en les aigües salades.
Va descriure diverses espècies de serps.
Müller va ser mentor de científics com Hermann von Helmholtz, Emil du Bois-Reymond, Theodor Schwann, Friedrich Gustav Jakob Henle, Carl Ludwig i Ernst Haeckel. El 1834, va ser escollit membre forà de la Reial Acadèmia Sueca de Ciències.
El 1899 es va erigir una estàtua de Müller a Coblença feta per Joseph Uphues.

## Obres
A més de Handbuch der Physiologie (traduïda a l'anglès per Baly el 1843: Elements of Physiology), les seves publicacions inclouen:
- De Respiratione Fœtus (Leipzig, 1823),
- Zur vergleichenden Physiologie des Gesichtssinns (1826)
- Über die phantastischen Gesichtserscheinungen (1826)
- Bildungsgeschichte der Genitalien (1830),on tracta del conducte de Müller
- De glandularum secernentium structura penitiori (1830)
- Beiträge zur Anatomie und Naturgeschichte der Amphibien (1832)
- Der Tabak in geschichtlicher, botanischer, chemischer und medizinischer Hinsicht (Berlin, 1832)
- Vergleichende Anatomie der Myxinoiden (1834–1843)
- Ueber die organischen Nerven der erectilen männlichen Geschlechtsorgane.. . (Berlin, 1835)
- Ueber den feineren Bau der krankhaften Geschwülste (“On the structural details of malignant tumors,” Coblenz, 1838), unfinished — a pioneering use of microscopical research in the investigation of pathological anatomy
- Systematische Beschreibung der Plagiostomen (1841) with F. G. J. Henle
- [System der Asteriden a Google Books System der Asteriden].  Braunschweig: Friedrich Vieweg und Sohn. (1842) with F. H. Troschel
- Horae ichthyologicae (1845–1849) amb Troschel
- Über die fossilen Reste der Zeuglodonten.. . (1848)
- Über Synopta digitata und über die Erzeugung von Schnecken in Holothurien (1852)

Després de la mort de J. F. Meckel (1781–1833) ell edità Archiv fur Anatomie und Physiologie.